# Wilson Avenue
Wilson Avenue è una fermata della metropolitana di New York situata sulla linea BMT Canarsie. Nel 2019 è stata utilizzata da 1 290 221 passeggeri. È servita dalla linea L, attiva 24 ore su 24.

## Storia
La stazione fu aperta il 14 luglio 1928. Nel 2005 è stata inserita nel National Register of Historic Places.

## Strutture e impianti
La stazione è in superficie e ha due livelli, ognuno dei quali ospita una banchina laterale e un binario. Il livello superiore è su una struttura sopraelevata ed è servito dai treni in direzione Canarsie, mentre quello inferiore è al livello del suolo in una struttura al chiuso ed è servito dai treni in direzione Manhattan. Questa configurazione a due livelli è dovuta alla posizione della stazione, stretta tra il Most Holy Trinity Cemetery a est e i binari LIRR e NYCR a ovest. L'ingresso della stazione è un fabbricato viaggiatori che affaccia su Wilson Avenue. Una rampa rende la banchina in direzione Manhattan accessibile alle persone con disabilità motoria.

## Interscambi
La stazione è servita da alcune autolinee gestite da NYCT Bus.
- Fermata autobus